# Svetlana Broz

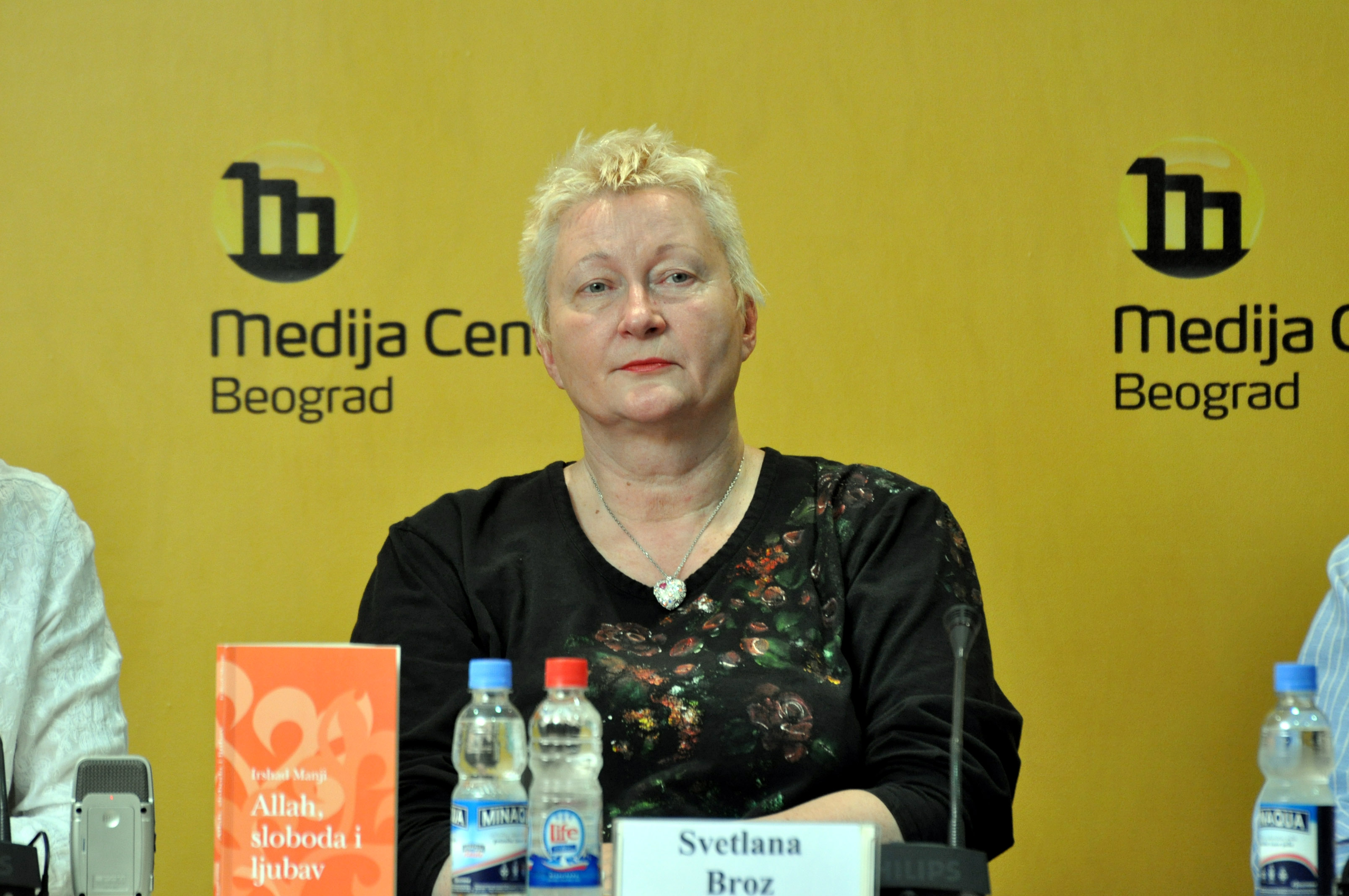
Svetlana Broz

Svetlana Broz (Belgrado, 7 luglio 1955 – Belgrado, 22 marzo 2025) è stata un medico e giornalista bosniaca.

## Biografia
Svetlana Broz, nipote di Josip Broz Tito, fu medico dal 1980. Dopo lo scoppio della guerra in Jugoslavia decise di rendersi utile lavorando come cardiochirurgo di guerra. In tale veste raccolse centinaia di testimonianze di persone che hanno ricevuto o dato aiuto a persone di altre etnie.
Sviluppò una vasta conoscenza scientifica e umana del fenomeno dei giusti che si oppongono al male estremo (genocidio, pulizia etnica), conoscenza che si è andata rafforzando in seguito alla lettura dei libri di Gabriele Nissim, con il quale collaborò.
Raccolse le testimonianze dei salvataggi fra membri di etnie opposte in "Good People in an Evil Time", libro edito in Italia da Erikson con il titolo I giusti nel tempo del male. Questo lavoro incontrò numerosi ostacoli perché molte erano le forze che si opponevano a una riconciliazione delle etnie jugoslave. Quando il libro era ormai pronto per la pubblicazione, qualcuno entrò in casa di Svetlana Broz e le sottrasse le bozze con tutto il materiale, costringendola a percorrere di nuovo 6000 chilometri con la sua auto per poter registrare nuovamente le testimonianze. Il suo impegno tuttavia non si fermò. Svetlana Broz visse e operò a Sarajevo, città simbolo degli orrori della pulizia etnica durante il quale circa 150.000 furono espulsi dalla città. Si batté perché vi fosse istituito un Giardino dei Giusti e diresse la ONG Gardens of the Righteous Worldwide - Gariwo Sarajevo. Tra le molte sue attività, Svetlana Broz insegnò ai giovani il coraggio civile attraverso specifici programmi formativi tenuti in tutta la Bosnia, come quelli di Duško Kondor, un membro di Gariwo - Sarajevo assassinato a Bijeljina il 22 febbraio 2007 pochi giorni prima di testimoniare a un processo per crimini contro l'umanità.
Dal 2003 fu onorata con un albero e un cippo al Giardino dei Giusti di Milano.

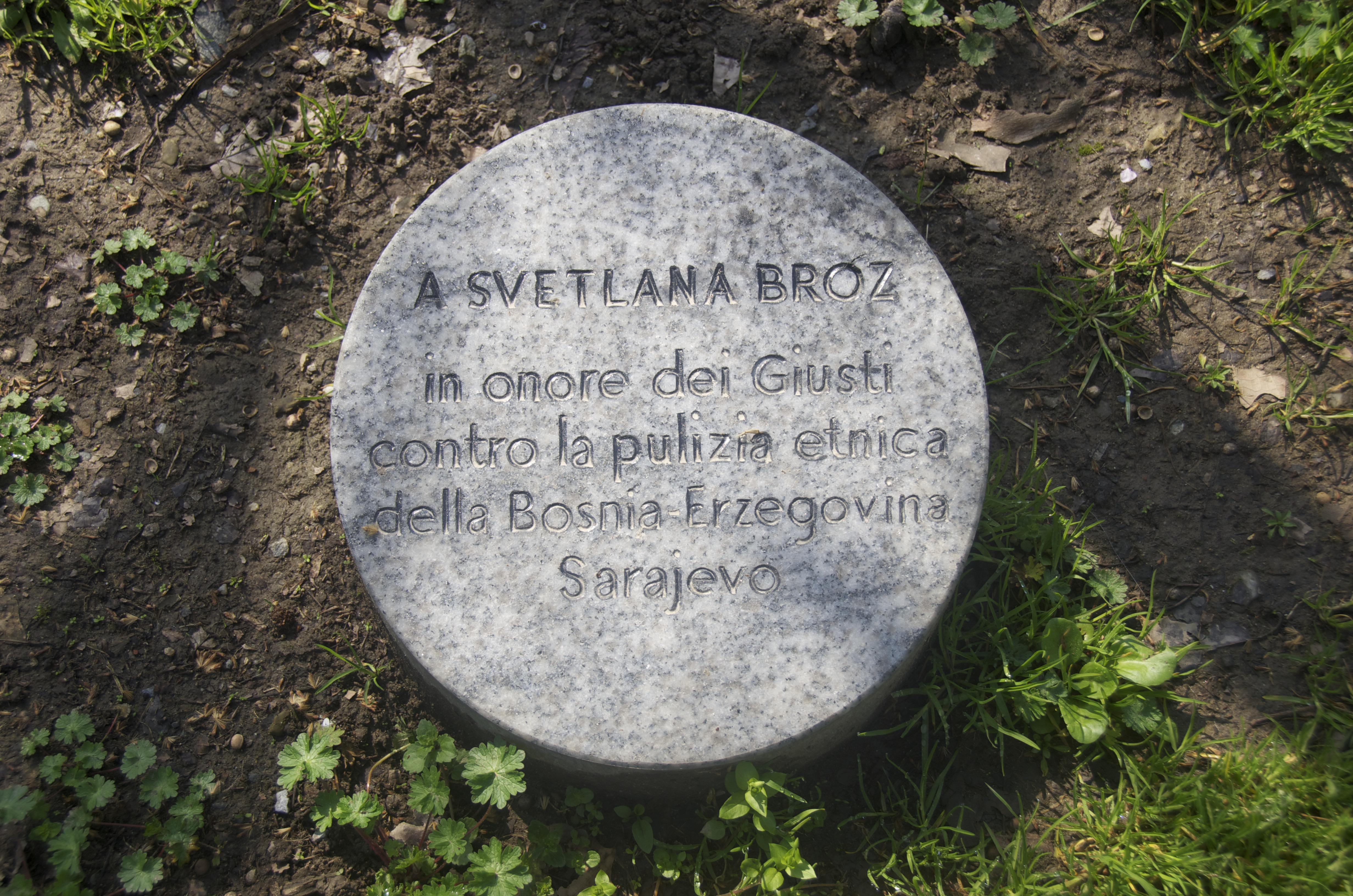
Il cippo per Svetlana Broz al Giardino dei Giusti di Milano